# Öhmangruppen

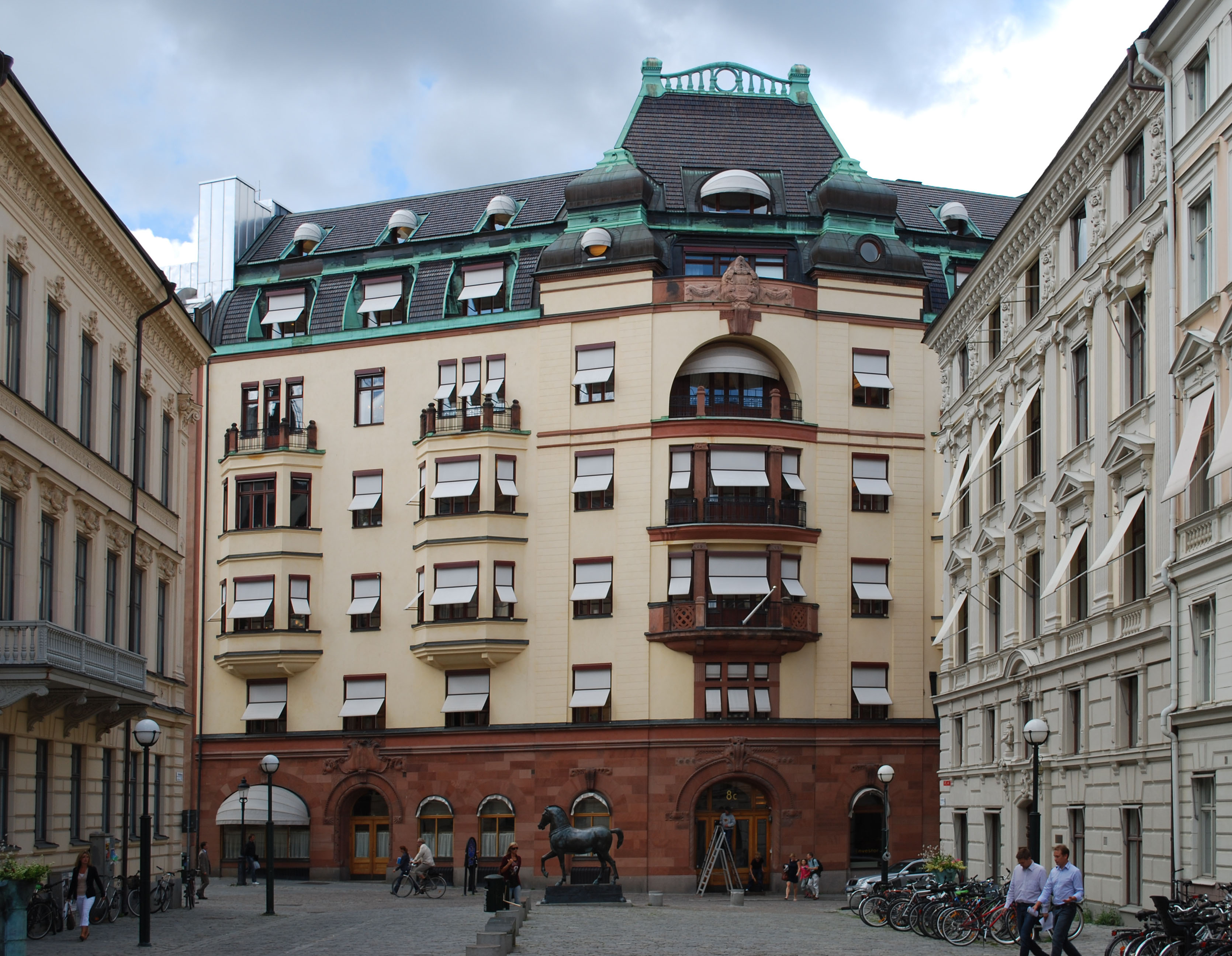
Arsenalsgatan 8, bolagets tidiga huvudkontor

Öhmankoncernen är en svensk familjeägd och fristående finansiell företagsgrupp. Öhmankoncernen består av dotterbolaget Öhman Fonder, intressebolaget Nordnet samt ett antal investeringar. 

## Historia
Företaget grundades 1906 av Emric Öhman (1863-1934) under namnet Bankirfirman E. Öhman J:or. Bankirfirman specialiserade sig till en början på fastighetsaffärer. Man byggde bland annat upp ett ritkontor dit kända arkitekter som Thor Thorén, Ferdinand Boberg och Carl Kempendahl knöts. Man svarade för flera om- och nybyggnader i Stockholms innerstad, och var även intressent i det nystartade Aktiebolaget Saltsjö-Duvnäs Villastad. Huvudkontoret inreddes i det egenuppförda bankhuset på Arsenalsgatan 8. 
1911 erhöll företaget medlemskap på Stockholms Fondbörs och aktiehandeln kunde börja.
1934 avled Emric Öhman och företaget övertogs av Max Dinkelspiel som tidigare varit anställd av Öhman. Familjen Dinkelspiel har sedan dess drivit verksamheten vidare och för närvarande är Tom Dinkelspiel styrelseordförande i moderbolaget. Inom familjen Dinkelspiel har även bröderna Claes Dinkelspiel och Ulf Dinkelspiel varit verksamma inom gruppen.
1984 grundades Öhman Fonder och 1986 grundades Nordnet. Idag har företagsgruppen kontor i Stockholm. 

### Samhällsengagemang
Öhman är en av medlemmarna, benämnda Partners, i Handelshögskolan i Stockholms partnerprogram för företag som bidrar finansiellt till högskolan och nära samarbetar med den vad gäller forskning och utbildning. Öhman stödjer även Swedish Care International som verkar för att utbilda och sprida kunskap inom äldre- och demensvård på den globala arenan.

## Investeringar
- Neqst
- Nordic Capital
- Sprints Capital